# Покровский завод
Покро́вский (И́ковский) медеплави́льный заво́д — металлургический завод на Южном Урале, действовавший в Оренбургской губернии с 1757 по 1773 год.

## История
В 1753 году граф А. И. Шувалов подал в Берг-коллегию заявку на строительство медеплавильного завода в Уфимском уезде, не имея при этом собственных рудников в этом районе. Указ о строительстве завода был подписан 16 ноября 1753 года. В 1754 году рудники продал Шувалову симбирский купец Г. И. Глазов. По контракту между компаньонами в 1755—1760 годах на их общие средства в Оренбургской губернии должны были быть построены три медеплавильных завода, в первую очередь — Покровский.
Земля под строительство завода на Большом Ике в 50 верстах от Преображенского завода и в 65 верстах от Каноникольского завода была арендована у башкир Сугун-Кыпчакской (Суун-Кыпсакской) и Усерганской волостей Ногайской дороги. В 1755 году были построены первые заводские корпуса, а 15 августа 1755 года завод был разрушен отрядом восставших под предводительством Кучукбая. К 1757 году были смонтированы три медеплавильные печи, запуск завода в эксплуатацию состоялся 1 апреля того же года. В этот период на заводе работали 580 наёмных работников. Спустя несколько дней заводская плотина и постройки были разрушены наводнением, выплавка меди возобновилась только 8 ноября 1757 года.
В 1760 году годовая выплавка меди на Покровском заводе достигла 4556 пудов. В начале 1760-х годов количество печей было увеличено до 7 плавильных печей, также на заводе функционировали 2 горна, руда поставлялась со 100 рудников. В 1762 году завод выплавил 2241 пуда меди, в 1763 году объём производства сократился до 538 пудов, а в 1764 году — до 623 пудов. В 1765—1766 годах завод простаивал. В эти годы завод приносил убытки, и Шувалов предпринял несколько попыток продать предприятие казне.
Сделка с Горным правлением не состоялась, и 5 июля 1768 года Покровский завод за 5 тысяч рублей приобрёл владелец суконной фабрики Фёдор Иванович Журавлёв. Через неделю, 11 июля 1768 года, он перепродал завод за 5,6 тысяч рублей горнозаводчикам И. Б. Твердышеву и И. С. Мясникову, которым удалось возобновить производство меди. По состоянию на 1772 год на заводе действовали 2 медеплавильные печи, 1 гармахерский горн, 1 шплейзофен, 1 штыковой горн, молот для дробления руды и мусорная толчея. Медная руда поступала с рудников других заводов Твердышева и Мясникова.
С началом Крестьянской войны в октябре 1773 года заводские рабочие были переведены на Воскресенский завод. В конце октября 1774 года Покровский завод был полностью уничтожен восставшими. После подавления восстания заводовладельцы посчитали восстановление завода нецелесообразным, и он более не возобновлял своей деятельности.
За весь период своего существования Покровский завод выплавил суммарно около 532 тонн меди.
Ныне местоположение бывшего завода находится на территории Дмитриевского сельсовета Башкортостана, около границы с Кугарчинским районом. По другим данным, завод находился около села Ташла.